# Richardson Jussier Medeiros Cabral
Richardson Jussier Medeiros Cabral (Natal, 21 de maio de 1992), mais conhecido como Richardson, é um futebolista brasileiro que atua como zagueiro. Atualmente joga no Náutico, emprestado pelo ABC
Richardson é filho do ex-lateral-direito Tiê, com passagens por ABC e América de Natal.

## Carreira
Nascido em Natal, Richardson começou sua carreira no futebol distante dos campos do futebol potiguar. Foi no Desportivo Brasil, do interior de São Paulo, onde deu início a sua carreira nas categorias de base da equipe, chegando também, a atuar profissionalmente pelo time paulista.
Após sua passagem pela equipe de São Paulo, Richardson teve uma passagem pelas categorias de base do Grêmio. O defensor teve breve passagens por equipes da região Centro-Oeste e algumas do Rio Grande do Norte.
Em dezembro de 2015 após uma semana de testes pela comissão técnica, o América de Natal acertou a contratação de Richardson para 2016. Seu primeiro gol pelo Mecão saiu em um empate por 1 a 1 contra o Botafogo-PB, pela Série C do Campeonato Brasileiro.
Durante sua passagem pelo América de Natal, Richardson se caracterizou por ser um coringa para equipe podendo atuar tanto como lateral-direito, volante, além da sua posição de origem de zagueiro.
Em agosto de 2018, Richardson foi emprestado ao Alecrim para disputar a segunda divisão do Campeonato Potiguar. Após ser destaque na competição, o zagueiro foi contratado pelo Campinense da Paraíba para a temporada de 2019.
Durante a temporada 2019 o defensor retornou ao potiguar para a defender as cores do ABC, por indicação do treinador Roberto Fernandes. Richardson chegou com a missão de ajudar a evitar o rebaixamento do alvinegro para à quarta divisão do Campeonato Brasileiro.
Mesmo com o rebaixamento do Mais Querido para a Série D, Richardson se destacou positivamente e teve seu contrato renovado para a temporada seguinte.
Na temporada 2020 conquistou seu primeiro título com a camisa do ABC, o Campeonato Potiguar diante do seu ex-clube e rival da equipe, o América de Natal.
Com a eliminação precoce na Série D para o Globo, Richardson assinou com o Ferroviário para o restante da temporada.
Em dezembro de 2021 o defensor acertou sua retorno ao ABC. Pela equipe alvinegra se consagrou novamente campeão do Campeonato Potiguar em cima do América de Natal, desta vez sendo o capitão do time.
Durante a disputa do Série C, que resultou no acesso do Mais Querido à segunda divisão nacional e onde foi vice-campeão, Richardson foi um dos pilares da equipe comandada por Fernando Marchiori na temporada. Destaque da equipe no ano, Richardson teve seu vínculo renovado com o ABC até 2024.

## Títulos
ABC
- Campeonato Potiguar: 2020, 2022
- Copa Cidade do Natal: 2020, 2022
- Copa Rio Grande do Norte: 2020

Ferroviário
- Copa Fares Lopes: 2022